# Monaster Treskawec
Monaster Treskawec – prawosławny klasztor w Macedonii Północnej, w odległości 6 km od Prilepu, pod wezwaniem Zaśnięcia Matki Bożej.
Monaster został wzniesiony w XII-XIII w. na górze Zlatowraw (mac. Златоврв), na wysokości 1422 m n.p.m., na miejscu starszej świątyni chrześcijańskiej. Kompleks budynków klasztornych reprezentuje styl bizantyjsko-bałkański i został zbudowany z czerwonej cegły. Nazwa klasztoru oznacza miejsce, w którym stale biją pioruny. W XVII i XVIII w. na wewnętrznych ścianach monasteru wykonano dekorację z fresków, na miejscu starszych malowideł ściennych.  
Monaster zamieszkiwał w 2011 jeden mnich, regularne nabożeństwa dla wiernych nie odbywają się. Klasztor jest celem pielgrzymek jedynie w dniu święta patronalnego.
W lutym 2014 monaster ucierpiał w pożarze, zniszczeniu uległy dawne budynki mieszkalne, natomiast nie ucierpiał refektarz ani cerkiew.